# Anton Seitz (maler)
 Der er flere personer med dette navn, se Anton Seitz.
Anton Seitz (født 23. januar 1829 i Roth am Sand ved Nürnberg, død 27. november 1900 i München) var en tysk maler.
Seitz, der væsentlig blev uddannet og virkede i München, har malet en mængde overmåde fint og sikkert udførte små genrebilleder med emner fra samtidens småborger- og bondeliv. I Tyskland ynder man — efter hele hans fremstillingssæt — at kalde ham "Tysklands Meissonier". Kendte arbejder er: Kapucinermunk (1883, Leipzigs museum), Farende svende (Münchens nye pinakotek), Tiggermusikanten og hans datter, Keglebane (1866), Dilettantkvartet etc.